# Famille du Bosc
La famille du Bosc est une famille noble française originaire de Rouen, en Normandie. Elle fut anoblie en 1406 par lettres du roi Charles VI. Elle s'est éteinte en 1847.

## Histoire
La famille du Bosc est issue de la bourgeoisie de Rouen. Martin du Bosc s'offrit en otage en Angleterre en échange de la libération du roi Jean II le Bon et mourut à Londres en 1360. Son petit-fils Guillaume du Bosc fut anobli en 1406 en remerciement des services rendus.

## Filiation
- Robin du Bosc, vicomte de l'Eau de Rouen, échanson du roi Louis XI.
- Louis II du Bosc, seigneur d'E(s)mendreville et Tendos, épouse le 27 août 1503 Marie des Planches, dame de Bourneville, possessionnée à Radepont et Fleury-sur-Andelle.
- Léonor du Bosc (1677-1746), seigneur de Radepont, maire de Rouen (1716-1719), dont :
  - Jean Léonor du Bosc de Radepont (1727-1806), maréchal de camp le 5 décembre 1781. Il se marie en 1774 avec Aglaé-Louise d'Espinay Saint-Luc, dont :
    - Augustin Léonor Victor du Bosc de Radepont (1776-1847), dernier représentant du nom. Chambellan de la cour impériale, puis pair de France en 1817. Il vend le château de Radepont en 1844 à Charles Levavasseur, homme politique et industriel propriétaire de l'abbaye de Fontaine-Guérard voisine. Il épouse Gabrielle-Julie de Clermont-Tonnerre, dont deux filles mariées laissant postérité.

  - Charles Guillaume Léonor du Bosc (1788-1790), chevalier de l'ordre de Saint-Louis

## Personnalités
- Thomas du Bosc, maire de Rouen (1345-1346)
- Simon du Bosc, maire de Rouen (1350-1351)
- Nicolas du Bosc († 1408), évêque de Bayeux (1375-1408), chancelier de France (1398-1400), conseiller des rois Charles V et Charles VI
- Simon du Bosc († 1418), abbé de Cerisy (1388-1391) puis de Jumièges (1391-1418), camérier du pape
- Mathieu du Boscq († 1418), évêque de Lisieux (1418)
- Marie Madeleine Éléonore du Bosc, abbesse de Notre-Dame de Fontaine-Guérard (1777-1789)

## Armes
- De gueules, à une croix échiquetée d'argent et de sable de trois traits, cantonnée de quatre lionceaux d'or.[1]